# Óscar de la Renta
Óscar Arístides Renta Fiallo (ur. 22 lipca 1932 w Santo Domingo, zm. 20 października 2014 w Kent) – amerykańsko-dominikański projektant mody.

## Życiorys
Jego matka była z pochodzenia Dominikanką, a ojciec Hiszpanem. Óscar de la Renta kształcił się w szkole sztuk pięknych w swojej rodzinnej miejscowości. W 1952 wyjechał do Hiszpanii, gdzie studiował w madryckiej Królewskiej Akademii Sztuk Pięknych św. Ferdynanda, utrzymywał się w tym czasie z wykonywania szkiców dla hiszpańskich domów mody. 
Od lat 60. projektował własne kolekcje, zyskując reputację w branży. W 1961 został zatrudniony jako asystent Antonia del Castillo w Paryżu dla marki Lanvin. Dwa lata później przeprowadził się do Ameryki, gdzie pracował dla domu mody Elizabeth Arden.
Własną markę założył w 1965 roku, debiutując z kolekcją tzw. ready-to-wear. Wśród klientek domu mody Oscara de la Renty były pierwsze damy USA: Nancy Reagan, Laura Bush i Hillary Clinton oraz gwiazdy jak Oprah Winfrey, Ann Hathaway.  

### Życie prywatne
Oscar de la Renta wraz z żoną Annette miał syna Moysesa. Wspólnie wychowywali także trójkę dzieci z poprzedniego związku Annette: Beatrice Reed, Charliego Reeda i Elizę Bolen. Zmarł w wieku 82 lat w wyniku choroby nowotworowej.